# Schietsport op de Olympische Zomerspelen 1900

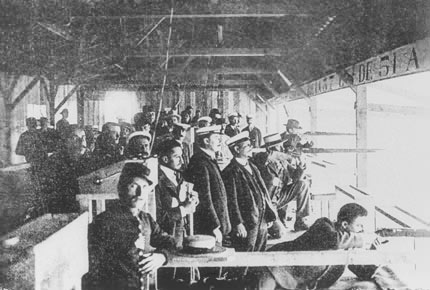
Schietsport op de Olympische Zomerspelen 1900

De schietsport is een van de sporten die beoefend werden tijdens de Olympische Zomerspelen 1900 in Parijs.
Op het programma stonden in totaal 24 onderdelen, hiervan worden er 9 als Olympische wedstrijden aangemerkt door het IOC.

## Heren

### militair geweer 300 m staand
| rang   | sporter            | land | score |
| ------ | ------------------ | ---- | ----- |
| Goud   | Lars Jørgen Madsen | DEN  | 305   |
| Zilver | Ole Østmo          | NOR  | 299   |
| Brons  | Charles Paumier    | BEL  | 298   |
| 4      | Paul Van Asbroeck  | BEL  | 297   |
| 5      | Franz Böckli       | SUI  | 294   |
| 6      | Emil Kellenberger  | SUI  | 292   |
| 7      | Jules Bury         | BEL  | 282   |
| 7      | Alfred Grütter     | SUI  | 282   |

### militair geweer 300 m knielend
| rang   | sporter              | land | score |
| ------ | -------------------- | ---- | ----- |
| Goud   | Konrad Stäheli       | SUI  | 324   |
| Zilver | Emil Kellenberger    | SUI  | 314   |
| Zilver | Anders Peter Nielsen | DEN  | 314   |
| 4      | Paul Van Asbroeck    | BEL  | 308   |
| 5      | Marcus Ravenswaaij   | NED  | 306   |
| 6      | Uilke Vuurman        | NED  | 303   |
| 7      | Franz Böckli         | SUI  | 300   |
| 8      | Lars Jørgen Madsen   | DEN  | 299   |

### militair geweer 300 m liggend
| rang   | sporter              | land | score |
| ------ | -------------------- | ---- | ----- |
| Goud   | Achille Paroche      | FRA  | 332   |
| Zilver | Anders Peter Nielsen | DEN  | 330   |
| Brons  | Ole Østmo            | NOR  | 329   |
| 4      | Léon Moreaux         | FRA  | 325   |
| 5      | Emil Kellenberger    | SUI  | 324   |
| 6      | Henrik Sillem        | NED  | 317   |
| 7      | Auguste Cavadini     | FRA  | 316   |
| 8      | Paul Van Asbroeck    | BEL  | 312   |
| 8      | Uilke Vuurman        | NED  | 312   |

### militair geweer 300 m drie houdingen individueel
| rang   | sporter              | land | staand | knielend | liggend | score |
| ------ | -------------------- | ---- | ------ | -------- | ------- | ----- |
| Goud   | Emil Kellenberger    | SUI  | 292    | 314      | 324     | 930   |
| Zilver | Anders Peter Nielsen | DEN  | 277    | 314      | 330     | 921   |
| Brons  | Paul Van Asbroeck    | BEL  | 297    | 308      | 312     | 917   |
| Brons  | Ole Østmo            | NOR  | 299    | 289      | 329     | 917   |
| 5      | Lars Jørgen Madsen   | DEN  | 305    | 299      | 301     | 905   |
| 6      | Charles Paumier      | BEL  | 298    | 297      | 302     | 897   |
| 7      | Achille Paroche      | FRA  | 268    | 287      | 332     | 887   |
| 8      | Franz Böckli         | SUI  | 294    | 300      | 289     | 883   |

### militair geweer 300 m drie houdingen team
| rang   | sporters                                                                                 | land | score               | team score |
| ------ | ---------------------------------------------------------------------------------------- | ---- | ------------------- | ---------- |
| Goud   | Emil Kellenberger Franz Böckli Konrad Stäheli Louis-Marcel Richardet Alfred Grütter      | SUI  | 930 883 881 873 832 | 4399       |
| Zilver | Ole Østmo Hellmer Hermandsen Tom Seeberg Ole Sæther Olaf Frydenlund                      | NOR  | 917 878 848 830 817 | 4290       |
| Brons  | Achille Paroche Auguste Cavadini Léon Moreaux Maurice Lecoq René Thomas (schutter)       | FRA  | 887 880 823 808     | 4278       |
| 4      | Anders Peter Nielsen Lars Jørgen Madsen Viggo Jensen Laurids Jensen-Kjær Axel Kristensen | DEN  | 921 905 875 782     | 4265       |
| 5      | Marcus Ravenswaaij Uilke Vuurman Henrik Sillem Antoine Bouwens Solko van den Bergh       | NED  | 881 876 847 812 805 | 4221       |
| 6      | Paul Van Asbroeck Charles Paumier Jules Bury Edouard Myin Joseph Baras                   | BEL  | 917 897 821 818 713 | 4166       |

### militair pistool 50 m, individueel
| rang   | sporter                | land | score |
| ------ | ---------------------- | ---- | ----- |
| Goud   | Karl Röderer           | SUI  | 503   |
| Zilver | Achille Paroche        | FRA  | 466   |
| Brons  | Konrad Stäheli         | SUI  | 453   |
| 4      | Louis-Marcel Richardet | SUI  | 448   |
| 5      | Louis Duffoy           | FRA  | 442   |
| 6      | Dirk Boest Gips        | NED  | 437   |
| 7      | Friedrich Lüthi        | SUI  | 435   |
| 7      | Léon Moreaux           | FRA  | 435   |

### militair pistool 50 m, team
| rang   | sporters                                                                         | land | score               | team score |
| ------ | -------------------------------------------------------------------------------- | ---- | ------------------- | ---------- |
| Goud   | Karl Röderer Konrad Stäheli Louis-Marcel Richardet Friedrich Lüthi Paul Probst   | SUI  | 503 453 448 435 432 | 2271       |
| Zilver | Achille Paroche Louis Duffoy Léon Moreaux Trinité Maurice Lecoq                  | FRA  | 466 442 435 431 429 | 2203       |
| Brons  | Dirk Boest Gips Henrik Sillem Antoine Bouwens Solko van den Bergh Anthony Sweijs | NED  | 437 408 390 331 310 | 1876       |
| 4      | Rooman Thèves Victor Robert Eichorn Lebègue                                      | BEL  | 405 404 351 345 318 | 1823       |

### snelvuurpistool 25 m
| rang   | sporter         | land | score |
| ------ | --------------- | ---- | ----- |
| Goud   | Maurice Larrouy | FRA  | 58    |
| Zilver | Léon Moreaux    | FRA  | 57    |
| Brons  | Eugène Balme    | FRA  | 57    |
| 4      | Paul Moreau     | FRA  | 57    |
| 5      | Paul Probst     | SUI  | 57    |
| 6      | Joseph Labbé    | FRA  | 57    |

### trap
| rang   | sporter            | land | score |
| ------ | ------------------ | ---- | ----- |
| Goud   | Roger de Barbarin  | FRA  | 17    |
| Zilver | René Guyot         | FRA  | 17    |
| Brons  | Justinien de Clary | FRA  | 17    |
| 4      | César de Bettex    | FRA  | 16    |
| 5      | Hilaret            | FRA  | 15    |
| 6      | Edouard Geynet     | FRA  | 13    |
| 7      | Jules Charpentier  | FRA  | 12    |
| 7      | de Joubert         | FRA  | 12    |
| 7      | Joseph Labbé       | FRA  | 12    |
| 7      | Sidney Merlin      | GBR  | 12    |
| 7      | André de Schonen   | FRA  | 12    |
| 7      | Sion               | FRA  | 12    |

Volgende onderdelen zijn niet opgenomen in de officiële Olympische uitslagenlijst:

### levende duiven schieten
Dit onderdeel stond voor de eerste en tot nu toe laatste maal op het programma van de Olympische Zomerspelen. De duiven werden één voor één losgelaten, waarna de schutter die duif moest neerhalen. Als hij twee keer had gemist, was hij af. Er werden voor dit onderdeel ongeveer 300 vogels gedood. Na afloop leverde dit veel bloed en veren op. De winnaar ontving 20.000 Franse frank, maar deelde dit met de andere deelnemers in de top 4.
| rang | sporter             | land | score |
| ---- | ------------------- | ---- | ----- |
| 1    | Léon de Lunden      | BEL  | 21    |
| 2    | Maurice Faure       | FRA  | 20    |
| 3    | Donald Mackintosh   | AUS  | 18    |
| 3    | Crittenden Robinson | GBR  | 18    |

### bewegend doel
| rang | sporter          | land | score |
| ---- | ---------------- | ---- | ----- |
| 1    | Louis Debray     | FRA  | 20    |
| 2    | Pierre Nivet     | FRA  | 20    |
| 3    | Comte de Lambert | FRA  | 19    |

## Medaillespiegel
| rang   | land        | goud | zilver | brons | totaal |
| ------ | ----------- | ---- | ------ | ----- | ------ |
| 1      | Zwitserland | 5    | 1      | 1     | 7      |
| 2      | Frankrijk   | 3    | 4      | 3     | 10     |
| 3      | Denemarken  | 1    | 3      | 0     | 4      |
| 4      | Noorwegen   | 0    | 2      | 2     | 4      |
| 5      | België      | 0    | 0      | 2     | 2      |
| 6      | Nederland   | 0    | 0      | 1     | 1      |
| totaal | totaal      | 9    | 10     | 9     | 28     |